# Świdnik (Łukowica)
Świdnik (früher auch Świdniki, Świdnik Tęgoborski) ist eine Ortschaft mit einem Schulzenamt der Gemeinde Łukowica im Powiat Limanowski der Woiwodschaft Kleinpolen in Polen.

## Geographie
Der Ort liegt am rechten, westlichen Ufer des Bachs Słomka, einem linken Zufluss des Dunajec, in den Inselbeskiden. Die Nachbarorte sind Łukowica im Westen, Stronie im Norden, Owieczka im Osten, sowie Jadamwola im Südwesten.

## Geschichte
In Świdnik wurden archäologische Funde eines neolithischen Grabmals, sowie der Lausitzer Kultur (1200 bis 400 v. Chr.) gefunden.
Der Ort wurde 1326 erstmals urkundlich erwähnt. Der topographische Name ist vom gleichnamigen Bach (mit der Bedeutung klar, leuchtend) abgeleitet.
Politisch und administrativ gehörte das private Dorf zum Königreich Polen (ab 1569 in der Adelsrepublik Polen-Litauen), Woiwodschaft Krakau, Kreis Sącz. In der Zeit der Reformation um das Jahr 1600 gehörte es der Familie Rogowski. Marcin Rogowski baute eines arianisches Bethaus, d. h. der Polnischen Brüder. 1620 griffen die Bauern aus Łącko, Ochotnica und Kamienica Świdnik an und zerstörten den Gutshof und das Bethaus. Laut einer Tradition wurde die Kapelle im örtlichen Park an der Stelle des Grabmals der getöteten Arianer gebaut. Ab 1629 gehörte das Dorf zur Familie Wielogłowski. 1752 bauten sie einen Gutshof.

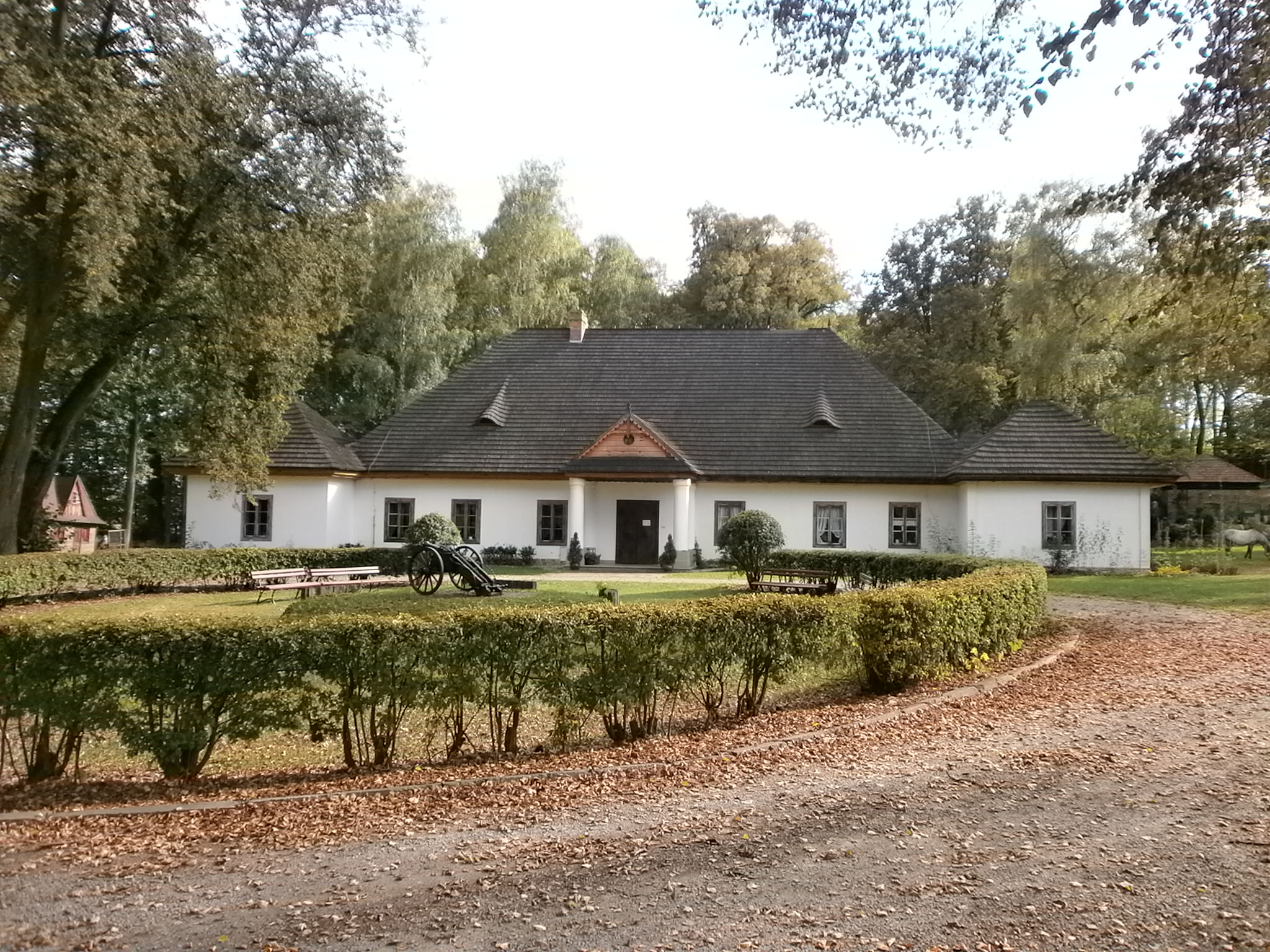
Gutshof

Nach der Ersten Teilung Polens kam Świdnik zum neuen Königreich Galizien und Lodomerien des habsburgischen Kaiserreichs (ab 1804).
1918, nach dem Ende des Ersten Weltkriegs und dem Zusammenbruch der k.u.k. Monarchie, kam Świdnik zu Polen. Unterbrochen wurde dies durch die Besetzung Polens durch die Wehrmacht im Zweiten Weltkrieg, während der es zum Distrikt Krakau im Generalgouvernement gehörte.
Von 1975 bis 1998 gehörte Świdnik zur Woiwodschaft Nowy Sącz.

## Sehenswürdigkeiten
- Gutshof aus dem Jahr 1752